# Tomàquet de la creu
La varietat tomàquet de la creu de nom científic Lycopersicon esculentum Mill., és un tomàquet de creixement indeterminat i fullatge dens, amb un fruit ple, de forma lleugerament aplanada i color ataronjat amb l'esquena verda. El pes mitjà del fruit és de 179,3 grams i és de dimensions petites-mitjanes amb valors mitjans de 4,8cm d'ample i 7,47cm de llarg. De fruit ferm, de gust dolç, i una molt bona valoració als tasts. Es sol utilitzar per a menjar en cru amb amanides. El seu nom prové dels seus 4 locis, que en obrir-lo donen forma de creu. Està inclosa en el Catàleg de les varietats locals d'interès agrari de Catalunya amb el número d'inscripció CAT014CVL. A les comarques de l'Alt Penedès, Baix Penedès i de l'Anoia hi ha tradició del seu cultiu.